# Michel Théodore Leclercq
Michel Théodore Leclercq (* 1. April 1777 in Paris; † 15. Februar 1851) war ein französischer Schriftsteller.
Michel Théodore Leclercq, von 1810 bis 1819 bei der Verwaltung der indirekten Steuern angestellt, verfasste nach dem Vorbild Louis Carmontelles sogen. Proverbes dramatiques, kleine Salonstücke, die wegen ihres geistreichen und pikanten Dialogs, ihrer feinen Charakterzeichnung und ihres sorgfältigen Stils großen Beifall fanden.
Leclercq besorgte selbst mehrere Ausgaben seiner Proverbes, die zuletzt gegen 80 Stücke enthielten (Paris 1828, 6 Bde., und Nouvelles Proverbes dramatiques, 1833, 2 Bde.; neue Ausg. 1852–53, 4 Bde.; deutsch von Wolf von Baudissin, Leipzig 1875). Außerdem schrieb er einen Roman: Le château de Duncan, und einige Novellen.